# Roland Baader
Roland Baader (* 14. Februar 1940 in Kirrlach; † 8. Januar 2012 ebenda) war ein deutscher Volkswirt und als freier Publizist der Autor mehrerer Bücher und zahlreicher Fachartikel zum klassischen Liberalismus. Auch war er regelmäßiger Autor bei eigentümlich frei und Schweizer Monat. Er war Student bei Friedrich August von Hayek an der Albert-Ludwigs-Universität Freiburg und Mitglied der Mont Pèlerin Society.

## Leben und Wirken
Baader war nach seinem Studium der Volkswirtschaftslehre an der Universität Freiburg zunächst als Unternehmer tätig. Nach dem Ende seiner Unternehmertätigkeit widmete er sich der Verbreitung des Libertarismus. Baader, in der Tradition von Hayek und Ludwig von Mises stehend, warb in seinen Veröffentlichungen für einen Minimalstaat, auch wenn er zugab, dass es für Anarchokapitalismus seiner Meinung nach bessere Argumente gäbe. Er klassifizierte in seinem 1999 erschienenen Buch Die belogene Generation beispielsweise die Bundesrepublik Deutschland als Umverteilungs- und Wohlfahrtsstaat und warf ihr ein nur mangelhaft ausgeprägtes Marktwirtschaftsprinzip vor. Er kritisierte das staatliche Bildungswesen, welches es zu entstaatlichen gelte. Als Anhänger der Österreichischen Schule ging er davon aus, dass die in seinen Augen nur noch in Restbeständen vorhandenen, marktwirtschaftlichen Prinzipien in Deutschland nach und nach weiter bis zur vollständigen Beseitigung eingeschränkt würden. So kritisierte er etwa das staatlich-monopolistische Währungssystem und bot als Alternativen den Goldstandard (nach Ludwig von Mises) oder ein System konkurrierender Währungsanbieter (free banking nach Friedrich August von Hayek) an.
Baader verband seine politische Ideologie mit einem wirtschaftsliberal ausgelegten Christentum. So bezeichnete er den Dekalog als Verfassung der Freiheit, die mit Sozialismus unvereinbar sei, da dieser gegen die meisten Gebote verstoße, besonders gegen das Diebstahlsverbot. Trotz seiner Affinität zum Christentum kritisierte er den damaligen Zustand der institutionalisierten Kirchen, die ihren moralischen Auftrag auf den Wohlfahrtsstaat abgewälzt und damit pervertiert hätten. Dadurch sei eine Tendenz zur Sozialdemokratisierung der Kirche evident.
Roland Baader verstarb im Alter von 71 Jahren.
2015 wurde er postum mit der Hayek-Medaille ausgezeichnet.
Seine umfangreiche Privatbibliothek vermachte Baader dem Ökonomen Rahim Taghizadegan, der diese in seiner privaten Bildungseinrichtung scholarium in Wien öffentlich zugänglich gemacht hat.

## Roland-Baader-Auszeichnung
Im Juni 2012 wurde vom Hamburger Institut für Austrian Asset Management (IfAAM) erstmals die Roland Baader-Auszeichnung verliehen. Die Auszeichnung wird verliehen an Studenten und Unternehmer, die in besonderer Weise dazu beitragen, Baaders Ideen sowie Ansichten der Österreichischen Schule der Nationalökonomie zu verbreiten und tätig in die Praxis umsetzen.

## Veröffentlichungen (Auswahl)
- Kreide für den Wolf. Die tödliche Illusion vom besiegten Sozialismus. Tykve, Böblingen 1991, ISBN 3-925434-47-X.
- Die Euro-Katastrophe. Für Europas Vielfalt – gegen Brüssels Einfalt. Tykve, Böblingen 1993, ISBN 3-925434-78-X.
- Die Enkel des Perikles. Liberale Positionen zu Sozialstaat und Gesellschaft. Resch, Gräfelfing 1995, ISBN 3-930039-33-8.
- Wider die Wohlfahrtsdiktatur. Zehn liberale Stimmen. Resch, Gräfelfing 1995, ISBN 3-930039-34-6.
- Fauler Zauber. Schein und Wirklichkeit des Sozialstaates. Resch, Gräfelfing 1997, ISBN 3-930039-59-1.
- Die belogene Generation. politisch manipuliert statt zukunftsfähig informiert. Resch, Gräfelfing 1999, ISBN 3-930039-67-2.
- (Hrsg.): Logik der Freiheit. Ein Ludwig-von-Mises-Brevier. Ott, Thun 2000; 2. A. 2008, ISBN 978-3-7225-0056-0.
- Totgedacht. Warum Intellektuelle unsere Welt zerstören. Resch, Gräfelfing 2002, ISBN 3-935197-26-8.
- Geld, Gold und Gottspieler. Am Vorabend der nächsten Weltwirtschaftskrise. Resch, Gräfelfing 2004, ISBN 978-3-935197-42-7.
- Das Kapital am Pranger. Ein Kompaß durch den politischen Begriffsnebel. Resch, Gräfelfing 2005, ISBN 3-935197-45-4.
- Markt oder Befehl. 55 Streitschriften für die Freiheit. Lichtschlag, Grevenbroich 2007, ISBN 978-3-939562-01-6.
- Freiheitsfunken. Aphoristische Impfungen. Lichtschlag, Grevenbroich 2008, ISBN 978-3-939562-17-7.
- Geldsozialismus. Die wirklichen Ursachen der neuen globalen Depression. Resch, Gräfelfing 2010, ISBN 978-3-935197-57-1.